# Ђозуе Кардучи
Ђозуе Кардучи (итал. Giosuè Carducci; Вал ди Кастело крај Луке, 27. јул 1835 – Болоња, 16. фебруар 1907), био је италијански песник, добитник Нобелове награде за књижевност 1906.

## Биографија
Ђозуе Кардучи, италијански књижевник, рођен је 27. јула 1835. године у Валдикастелу у Тоскани. Веома рано се усмерио на проучавање грчких и римских писаца, као и италијанских класика попут Дантеа, Таса и Алфиериа. Након дипломирања на Универзитету у Пизи и предавања по средњим школама, постављен је за професора на Универзитету Болоње. Ђозуе Кардучи је био активан и у политичком животу и обављао је функцију члана сената. Његово дело се истиче по споју духовне ширине и дисциплине античких и римских писаца, снажног политичко-револуционарног патоса, лирско-меланхоличне интонације и сатиричног контекста. Поред писања, Кардучи је био изузетан преводилац, преводећи дела као што су Хомер, Гете, Хајне и Клопшток. Његова најпознатија песма, "Химна Сатани", представља метафоричну критику католичке цркве и клера, користећи лик Сатане као персонификацију рационалних, креативних и животних принципа, буђења поретка и мере. Кардучи који је у младости је био републиканац, а касније монархиста је основао неокласицистички књижевни покрет који поезијом реагује на романтизам свога доба. У њему се осећа историјско патриотска тенденција, као и парнасовски одраз и веза са савременим европским струјањима. Поезији, која му је 1906. године донела Нобелову награду за књижевност, највише је допринео збирком Нови стихови. Такође је познат и као критичар и прозни писац. 
Ђозуе Кардучи је преминуо у Болоњи 16. фебруара 1907. године, оставивши за собом значајно књижевно наслеђе. Иако је умро у Болоњи, он је по својој жељи сахрањен у Кастелвекију, а кућа у којој је живео је претворена у музеј.

## Познате песме
- На задушнице
- Химна Сатани
- Зимска ноћ
- За Ану Виванти
- Визија